# 슌 (가수)
슌(본명: 전정근, 1994년 4월 25일 ~)은 대한민국의 가수로 네이처스스페이스 소속의 보이그룹 XEED의 멤버였다. 2018년 타켓의 멤버로 데뷔하였으나 팀 탈퇴 후 2022년 12월 1일 XEED의 멤버로 재데뷔해 활동했다. 타겟의 멤버로 활동할 당시에는 슬찬이라는 예명으로 활동했다.